# راهزن (فیلم ۱۹۸۰)

ادویژ فنش در صحنه‌ای از فیلم.

راهزن (ایتالیایی: Il ladrone) یک فیلم کمدی به کارگردانی پاسکواله فستا کامپانیله است که در سال ۱۹۸۰ منتشر شد.

## بازیگران
- کلاودیو کاسینلی در نقش عیسی
- انریکو مونتسانو در نقش راهزن
- ادویژ فنش در نقش دِبورا
- برنادت لفو در نقش آپولا
- سوزانا مارتینکووا
- سارا فرانکتی